# Agama aculeata
Agama aculeata là một loài thằn lằn trong họ Agamidae, được tìm thấy tại châu Phi hạ Sahara (Namibia, Botswana, Zimbabwe, Cộng hòa Nam Phi, Mozambique, Angola, Tanzania, Zambia, Swaziland).

## Hình ảnh

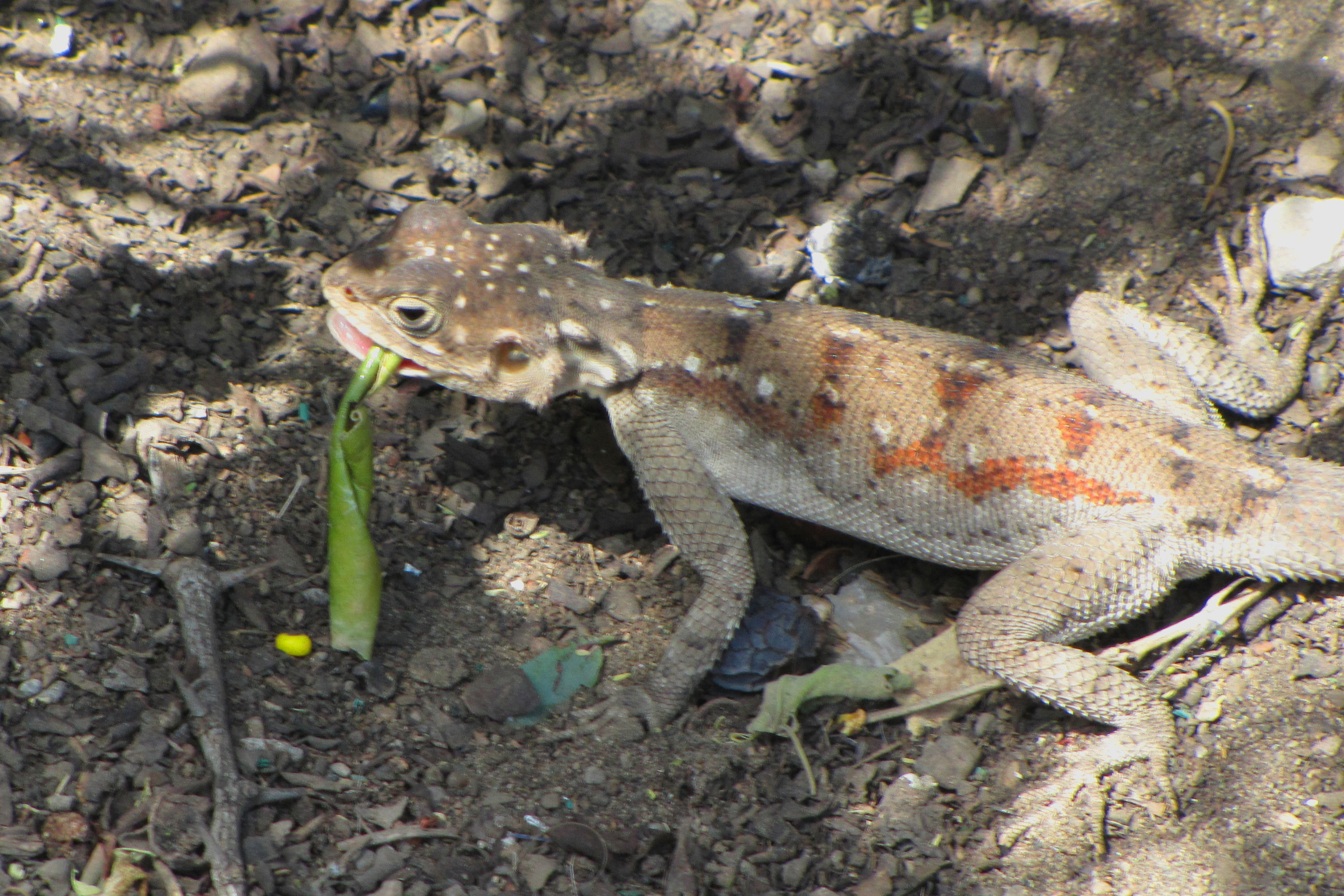
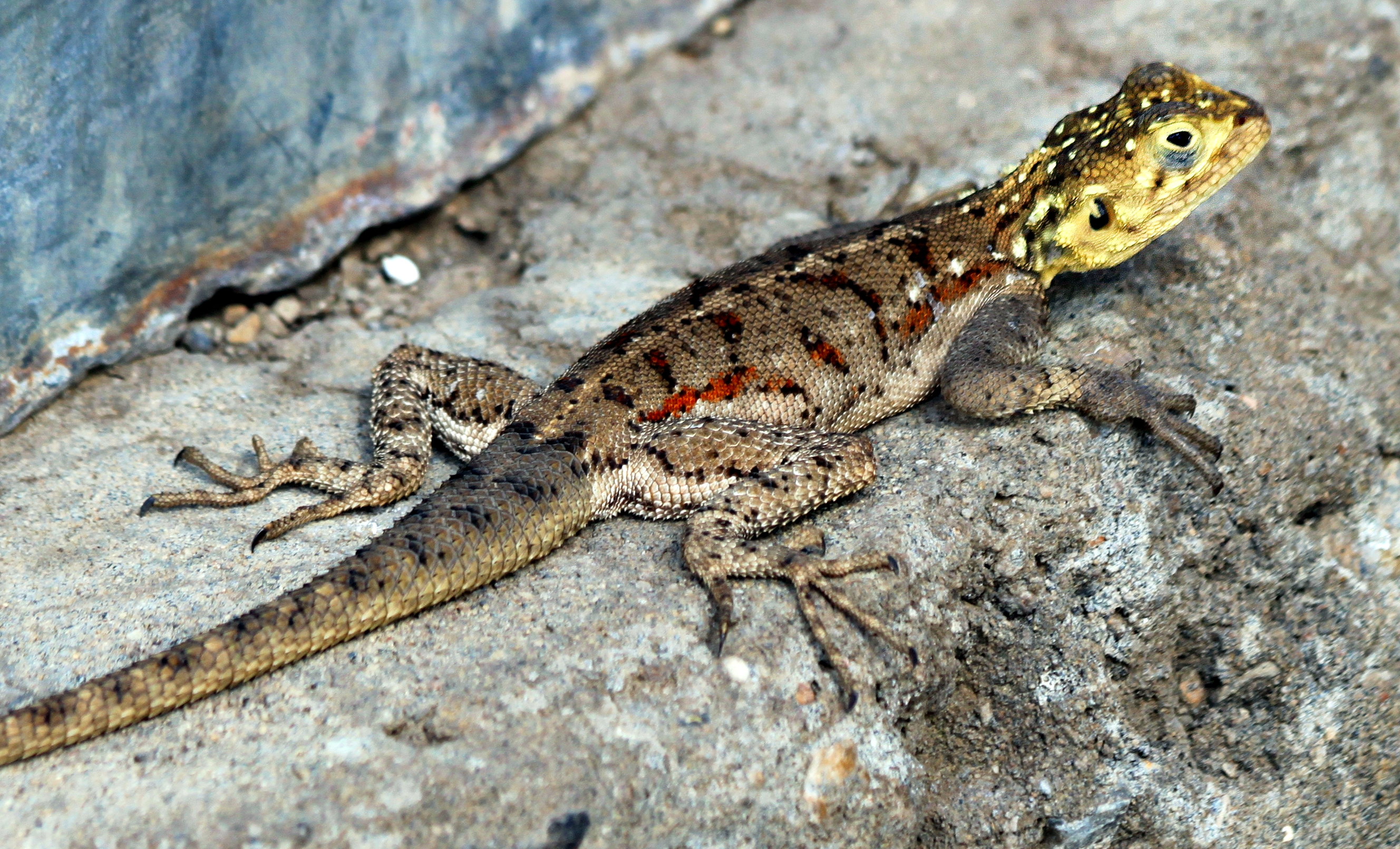
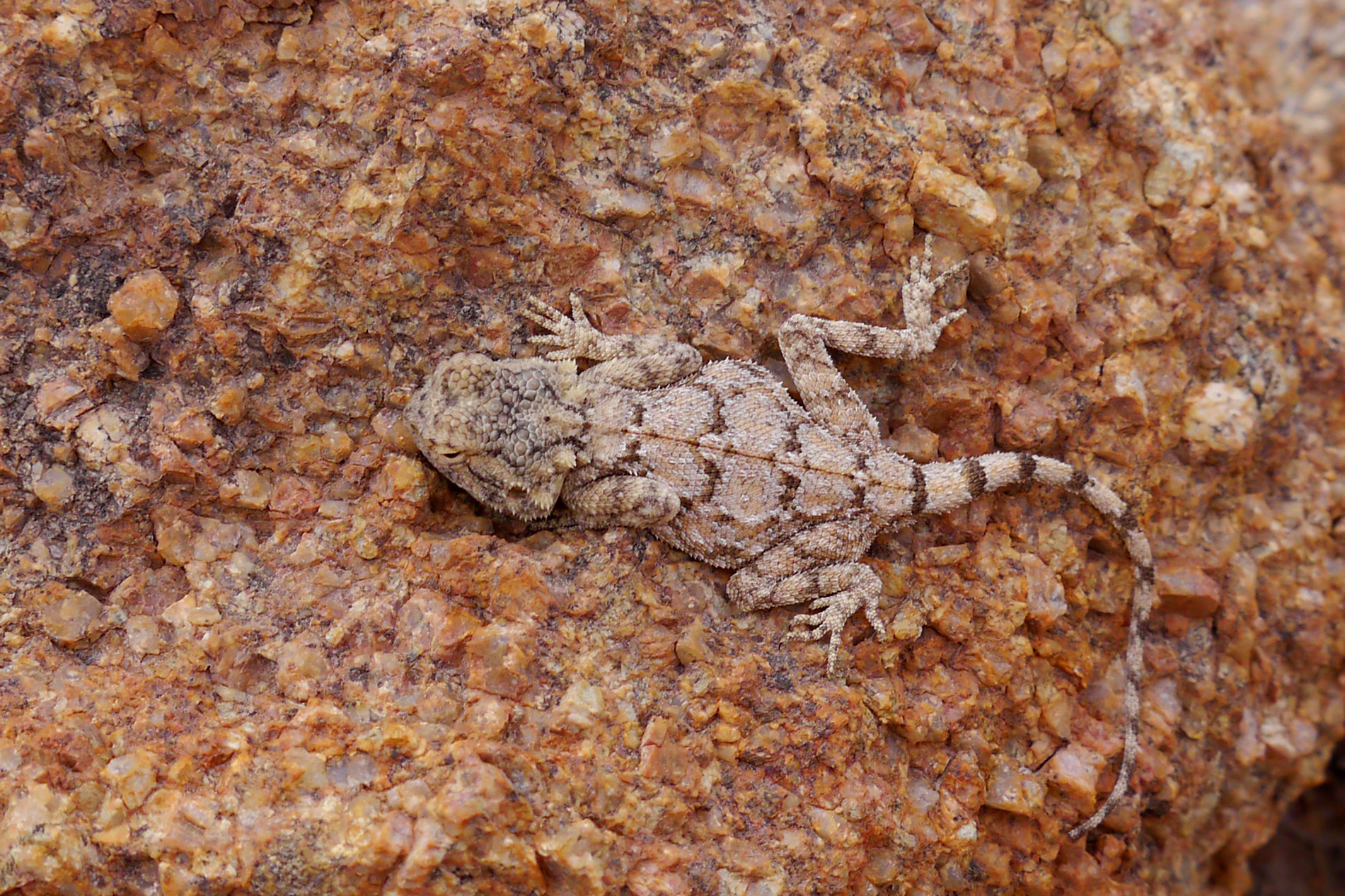
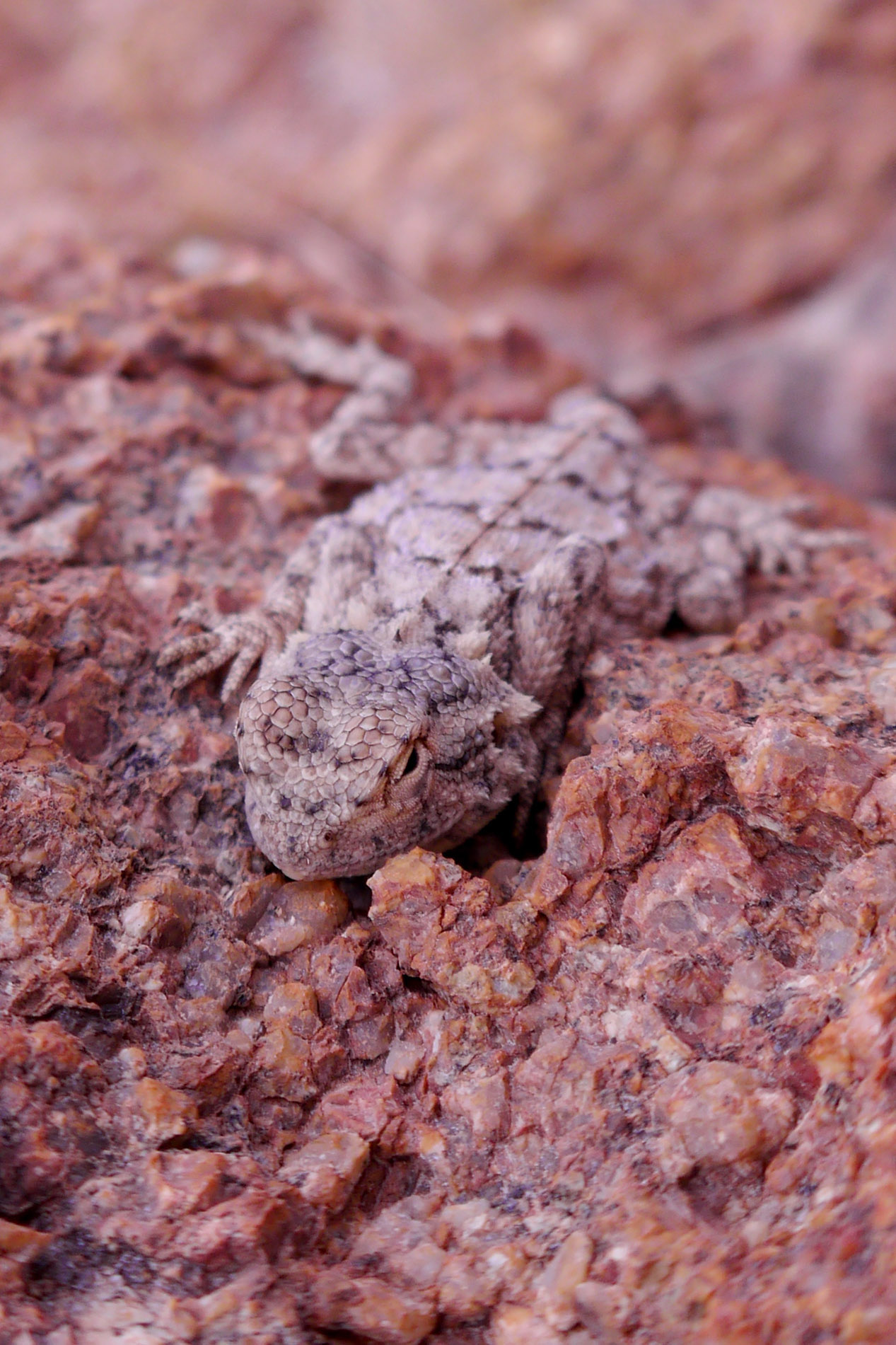

## Mô tả
Chiều dài từ mõm tới lỗ huyệt là 76–100 mm. Với một cái đầu hình tam giác và mõm tròn, loài nhông này có màu ô liu đến nâu đỏ (đôi khi màu xám hoặc hơi vàng) với bụng màu kem trắng tới hồng. Có bốn hoặc năm vệt kết hợp màu tối trên lưng-nhiều vệt nhỏ hơn tiếp tục chạy xuống đuôi.